# 中国共产党云南省委员会
中国共产党云南省委员会，简称中共云南省委、云南省委，是中国共产党在云南省的领导机关，成立于1926年，由中国共产党云南省代表大会选举产生。在代表大会闭会期间，执行中国共产党中央委员会的指示和中国共产党云南省代表大会的决议，领导云南省的党务工作，并定期向中国共产党中央委员会报告工作。目前，王宁担任该委员会书记，王予波、石玉钢担任该委员会副书记。

## 历史
1926年8月，李鑫受中共广东区委派遣返回云南；同年11月，李鑫建立中国共产党云南省特别委员会，并担任书记，负责领导云南铁路沿线的工人运动、昆明附近的农民运动。1927年2月，李鑫组织参与驱逐唐继尧运动成功。当时在广州黄埔军校任政治部宣传科长的中共党员王德三，根据广东区委指示，率干训班部分党员和革命青年回昆，在云南省特别委员会的基础上扩大建立中国共产党云南省临时工作委员会，王德三任书记，李鑫、吴澄等任委员；并成立昆明市总工会、云南农民协会、云南妇女解放协会等。
1930年1月28日，中共云南临时省委在昆明召开扩大会议，根据中央指示选举产生中共云南省委，书记王德三，组织部长刘平楷，宣传部长张经辰，委员李国柱、吴缉熙、吴澄、刘林元，候补委员陈加铣、吴永康。同年底，由于遭人举报，省委机关遭到破坏，王德三等主要领导人被捕处决。中共云南省委结束。
1947年11月底，云南省工委根据中共中央、香港分局的指示，决定在全省范围内发动武装斗争。省工委派黄平为特派员，领导开辟一平浪以西的整个滇西地区的工作，积极创造条件，建立中共党组织，发动各族群众，争取在一年左右的时间内发动武装斗争。黄平等到剑川后，在乔后地区、剑川、鹤庆发动各族人民反“三征”斗争。同时，从发展党员、建立党组织入手，按照“积极慎重，个别吸收，单线联系，横不跨组，纵不越级”的方针，积极发展党员和党的外围组织“民青”成员。到1947年底，先后在剑川、沙溪、鹤庆建立了党的组织。1948年3月，先后建立了金华（含东岭）、西湖（含甸南）、巩北、沙溪、乔后及剑川中学等党支部。1948年5月，根据云南省工委决定，中共滇西工委在剑川县城秘密成立，书记黄平，副书记欧根，委员王以中、徐铮（女）、王立政、杨苏、王北光（女，后到通兰地区工作），确定当前的工作任务是深入发动群众，开展各种形式的斗争，在斗争中建立党的组织，为发动武装斗争积极作准备；工作部署是建立以剑川、祥云、保山为中心的三个工作区；工作重点放在剑川和乔后地区；工委委员的分工为黄平、欧根负责全面工作，王以中负责剑川，徐铮负责学校和妇女工作，王立政、杨苏负责乔后地区。
1952年10月成立云南省委边疆工作委员会，简称“云南省委边疆工委”、“云南省委边委”。省委书记谢富治兼任边疆工委书记，副书记胡荣贵（军区政治部主任兼）、王连芳、侯方岳。1955年初，西南大区撤销后，孙雨亭从西南民委调任云南省委常委、省委边疆工委书记。设办公室（建国前的鹤庆县委书记、白族张贡新）、边疆处（白族马曜）、内地处、干部培训处，机关定编38人（但一直未满编），出版不定期内部刊物《边疆工作通报》，开展边疆各民族调查。沿革为文革前期于1967年成立的云南省军管会边疆组、云南省革委会边疆组、1973年1月成立党政一体的云南省民族边疆工作委员会、1979年3月设立云南省委民族工作部。

## 职责
根据《中国共产党地方委员会工作条例》，中国共产党地方委员会主要实行政治、思想和组织领导，承担下列职能：
1. 对本地区重大问题作出决策。
2. 通过法定程序使党组织的主张成为地方性法规、地方政府规章或者其他政令。
3. 加强对本地区宣传思想文化工作的领导，牢牢掌握意识形态工作领导权、话语权。
4. 按照干部管理权限任免和管理干部，向地方国家机关、政协组织、人民团体、国有企事业单位等推荐重要干部。
5. 支持和保证人大、政府、政协、法院、检察院、人民团体等依法依章程独立负责、协调一致地开展工作，发挥这些组织中党组的领导核心作用。
6. 加强对本地区群团工作和统一战线工作的领导。
7. 动员、组织所属党组织和广大党员，团结带领群众实现党的目标任务。

## 机构设置
根据《云南省机构改革方案》，中国共产党云南省委员会设置工作机关14个，工作机关管理的机关（副厅级）3个。中共云南省委设置下列机构：
- 中共云南省委办公厅

### 职能部门
- 中共云南省委组织部
- 中共云南省委宣传部
- 中共云南省委统一战线工作部
- 中共云南省委政法委员会

（省委办公厅挂省档案局牌子；省委组织部挂非公有制经济组织和社会组织工作委员会、省公务员局牌子；省委宣传部挂省政府新闻办公室、省新闻出版局（省版权局）、省精神文明建设指导委员会办公室、省电影局牌子；省委统一战线工作部挂省政府侨务办公室牌子）

### 办事机构
- 中共云南省委政策研究室
- 中共云南省委国家安全委员会办公室
- 中共云南省委网络安全和信息化委员会办公室
- 中共云南省委外事工作委员会办公室
- 中共云南省委机构编制委员会办公室
- 中共云南省委巡视工作领导小组办公室
- 中共云南省委军民融合发展委员会办公室
- 中共云南省委台湾工作办公室
- 中共云南省委云南省人民政府信访局

（省委全面深化改革委员会办公室设在省委政策研究室。省委全面依法治省委员会办公室设在省司法厅。省委财经委员会办公室设在省委政策研究室。省委审计委员会办公室设在省审计厅。省委教育工作领导小组办公室设在省教育厅。省委农村工作领导小组办公室设在省农业农村厅。省委台湾工作办公室挂省人民政府台湾事务办公室牌子。省委网络安全和信息化委员会办公室挂省互联网信息办公室牌子。省委外事工作委员会办公室挂省人民政府外事办公室、省区域合作办公室牌子。省委军民融合发展委员会办公室挂省国防科技工业局牌子。）

### 派出机关
- 中共云南省委直属机关工作委员会

（省委教育工作委员会与省教育厅合署办公，不计入机构限额。）

### 直属事业单位
- 中共云南省委党校
- 《云南日报》社
- 云南社会主义学院
- 中共云南省委党史研究室
- 云南省档案馆

（省委党校挂云南行政学院牌子。云南社会主义学院挂云南中华文化学院牌子。省委党史研究室挂省地方志办公室牌子。）

### 工作机关管理的机关
- 中共云南省委保密委员会办公室，由省委办公厅管理。
- 中共云南省委机要局，由省委办公厅管理。
- 中共云南省委老干部局，由省委组织部管理。

（省委保密委员会办公室挂省国家保密局牌子。省委机要局挂省国家密码管理局牌子。）

## 历届组成人员
第九届以前历届省委书记（省委第一书记）
- 宋任穷（1950年02月—1952年07月）
- 谢富治（1952年07月—1959年08月）
- 阎红彦（1959年08月—1967年01月）
- 周　兴（1970年06月—1975年10月）
- 贾启允（1975年10月—1977年02月）
- 安平生（1977年02月—1985年07月）
- 普朝柱（1985年07月—1995年06月）
- 高　严（1995年06月—1997年08月）
- 令狐安（1997年08月—2001年10月）
- 白恩培（2001年10月—2011年08月）
- 秦光榮（2011年08月—2014年10月）

第九届省委（2011年11月—2016年12月）
- 书记：秦光荣（—2014年10月）、李纪恒（2014年10月—2016年8月）、陈豪（2016年8月—）
- 副书记：李纪恒（—2014年10月）、仇和（—2015年3月）、锺勉（2015年4月—2016年12月）、陈豪（2014年10月—2016年8月）、李秀领（2016年10月—）、阮成发（2016年12月—）
- 常务委员：秦光荣（—2014年11月）、李纪恒、仇和（—2015年3月）、李江（女）、张田欣（—2014年7月）、黄毅（景颇族）、孟苏铁（—2016年8月）、曹建方（—2015年12月）、辛维光（—2015年3月）、刘维佳（—2016年2月）、杨成熙（—2013年12月）、赵金、李培、石晓（2014年5月—2014年12月）、陈豪（2014年10月—）、钟勉（2015年4月—2016年12月）、张硕辅（2015年4月—）、杨光跃（2015年7月—）、程连元（2016年3月—）、李小三（2016年5月—）、李邑飞（2016年5月—）、李秀领（2016年10月—）、阮成发（2016年12月—）

第十届省委（2016年12月至2021年11月）
- 书记：陈豪（—2020年11月）、阮成发（2020年11月—2021年10月）、王宁（2021年10月—）
- 副书记：阮成发（—2020年11月）、李秀领（—2019年1月）、王予波（2019年6月—）、李小三（2021年5月—2021年11月）、石玉钢（苗族，2021年11月—）
- 常务委员：陈豪（—2020年11月）、阮成发（—2021年10月）、李秀领（—2019年1月）、赵金、张硕辅（—2017年1月）、程连元、李小三（—2021年11月）、李邑飞（—2017年3月）、刘慧晏（—2020年11月）、张太原、杨宁（女，白族，—2018年10月）、李文荣、陆俊华（2017年1月—2018年6月）、宗国英（2017年3月—）、余琨（2017年12月—）、冯志礼（2018年7月—）、王予波（2019年6月—）、张国华（2020年4月—2020年12月）、陈舜（2021年2月—2021年9月）、杨亚林（2021年3月—）、刘洪建（2021年5月—）、王宁（2021年10月—）、刘非（2021年10月—）、石玉钢（苗族，2021年11月—）

第十一届省委（2021年11月至今）
- 书记：王宁
- 副书记：王予波、石玉钢（苗族）
- 常务委员：王宁、王予波、石玉钢（苗族）、冯志礼、刘洪建、李刚（—2023年10月）、杨亚林、邱江（仡佬族，—2025年7月）、崔茂虎（—2022年6月）、刘非（—2025年4月）、李石松（白族，—2024年6月）、曾艳（女）、鲁传刚（2022年2月—2023年8月）、杨宁（女，白族，2022年5月—2024年2月）、郑仲全（2023年8月—）、杨斌（2023年12月—）、张治礼（2024年4月—2024年10月）、赵俊民（2024年12月—）、李保俊（2025年1月—）、胡大鹏（2025年5月—）